# Gott der Herr ist Sonn und Schild, BWV 79
Gott der Herr ist Sonn und Schild, BWV 79 (Déu, el Senyor, és sol i escut), és una cantata religiosa de Johann Sebastian Bach per a la Festa de la Reforma estrenada a Leipzig, el 31 d'octubre de 1725.

## Origen i context
D'autor desconegut empra textos de procedència diversa, en el cor inicial el versicle 12 del salm 84, la primera estrofa de l'himne Nun danket alle Gott de Martin Rinckart (1636) per al número 3, i l'última estrofa de Nun lasst uns Gott, dem Herren de Ludwig Helmbold (1575) en el coral final. Les lectures del dia, l'Epístola Segona carta als Tessalonicencs (2, 3-8) i l'evangeli (Joan 14, 6-8), no tenen pràcticament cap relació amb el text, que més aviat té un aire de festa i triomfalista d'una fe que celebra una victòria, tal com es reflecteix en l'ús de trompetes i timbals. La cantata fou interpretada més endavant, entre els anys 1728 i 1731, moment en què s'introduïren les dues flautes i es substituí l'oboè per la flauta. Algunes parts foren utilitzades més tard per Bach en altres obres, el segon número en el Quoniam de la Missa en la major (BWV 234) i parts del primer i cinquè números es parodiaren en el Gloria i Domine Deus, respectivament, de la Missa en sol major (BWV 236). Per a aquesta festivitat es conserva una altra cantata, la BWV 80; la  BWV 76 s'interpretà ocasionalment aquest dia.

## Anàlisi
Obra escrita per a soprano, contralt, baix i cor; dues trompes, timbals, dues flautes de bec, dos oboès, corda i baix continu. Consta de sis números.
1. Cor: Gott der Herr ist Sonn und Schild (Déu, el Senyor, és Sol i Escut)
2. Ària (contralt): Gott ist unsre Sonn und Schild! (Déu és el nostre Sol i Escut!)
3. Coral: Nun danket alle Gott (Donem ara gràcies a Déu)
4. Recitatiu (baix): Gottlob, wir wissen (Lloat sigui Déu, coneixem)
5. Ària (duet de soprano i baix): Gott, ach Gott, verlass die Deinen! (Déu, oh Déu, mai abandonis els teus!)
6. Coral: Erhalt uns in der Wahrheit (Guarda'ns en la Veritat)

El cor inicial és, com passa sovint, la part principal de la cantata. Arrenca amb una llarga introducció instrumental, amb una participació destacada de les dues trompes a duo amb els timbals, que presenta el dos temes principals i a continuació comença la part coral amb un tema propi i independent; en el final, molt brillant, conflueixen les trompes, la resta de l'orquestra i el cor. A l'ària número 2 el contralt, acompanyat de la flauta o l'oboè, canta el títol de l'obra amb un to de joia, tot reflectint un ambient cortesà i es recrea sobre für sein Häufflein hegt (guarda com a seus). El número 3 és un coral, amb el text indicat; el recitatiu de baix que el segueix reprendria l'obra després del sermó. El duo de soprano i baix, número 5, comença directament amb les veus que canten Gott, ach Gott, verlass die Deinen mimmermehr (Déu, oh Déu, mai abandonis els teus!) i a continuació se senten els violins a l'uníson i el continu. El coral final, com és habitual a cappella, amplia el dispositiu instrumental amb les trompes i els timbals en els punts més significatius del text indicat. Té una durada aproximada d'un quart d'hora.

## Discografia seleccionada
- J.S. Bach: Das Kantatenwerk. Sacred Cantatas Vol. 5. Gustav Leonhardt, Knabenchor Hannover (Heinz Hennig, director), Collegium Vocale Gent (Philippe Herreweghe, director), Leonhardt-Consort, Detlef Bratschhke (soprano del cor), Paul Esswood, Max van Egmond. (Teldec), 1994.
- J.S. Bach: The complete live recordings from the Bach Cantata Pilgrimage. CD 47: Schlosskirche, Wittenberg; 31 d'octubre de 2000. John Eliot Gardiner, Monteverdi Choir, English Baroque Soloists, Joanne Lunn, Wiliam Towers, Peter Harvey. (Soli Deo Gloria), 2013.
- J.S. Bach: Complete Cantatas Vol. 16. Ton Koopman, Amsterdam Baroque Orchestra & Choir, Sandrine Piau, Bogna Bartosz, Klaus Mertens. (Challenge Classics), 2004.
- J.S. Bach: Cantatas Vol. 40. Masaaki Suzuki, Bach Collegium Japan, Yukari Nonoshita, Robin Blaze, Peter Kooy. (BIS), 2008.
- J.S. Bach: Church Cantatas Vol. 25. Helmuth Rilling, Gächinger Kantorei, Bach-Collegium Stuttgart, Sibylla Rubens, Ingeborg Danz, Markus Marquardt. (Hänssler), 1999.